# Острівок-брила пермських вапняків на Сімферопольському водосховищі
Острівок-брила пермських вапняків на Сімферопольському водосховищі — геологічна пам'ятка природи місцевого значення, розташована неподалік від міста Сімферополь Сімферопольського району АР Крим.
Кримськотатарські назви: Кая (крим. Qaya, Скеля), Джієн–Софу (крим. Ciyen Sofu, на честь зниклого села Джієн-Софу), Софу-Кая (крим. Sofu Qaya, Благочестива скеля).
Створена відповідно до Постанови ВР АРК № 92 від 15 лютого 1964 року.

## Загальні відомості
Землекористувачем пам'ятки є Салгірське управління зрошувальних систем, площа 1 га. Розташована в межах Сімферопольського водосховища на південь від міста Сімферополь Сімферопольського району.
Пам'ятка природи створена з метою охорони та збереження в природному стані цінного в науковому, естетичному відношенні виходів пермських вапняків.
Цей вапняк сірого кольору містить викопну палеозойську фауну корененіжок, що існувала понад 230 мільйонів років тому.
Пам'ятка природи є свідком складної геологічної історії півострова.
Пермська брила утворює острівець лише за повному заповненні водосховища, чаша якого у разі вміщує 34 мільйона кубометрів води, а глибина сягає 34 метрів.

## Історія
Сімферопольська скеляста брила — одна з найзначніших у передгір'ї, відомий цілий ряд її назв: Кая, Джієн-Софу, Софу-Кая.
Науковцями вперше описана вченими ще 1901 року.
Після заповнення 1955 року водою Сімферопольського водосховища долини річки Салгир пермська брила утворила острівець розміром 40 х 80 метрів.
Підчас російської окупації через пересихання водосховища заповідний острівець періодично став об'єднуватися з берегом, а пізніше перетворився на кам'янистий мис.